# هل (اسطوره)

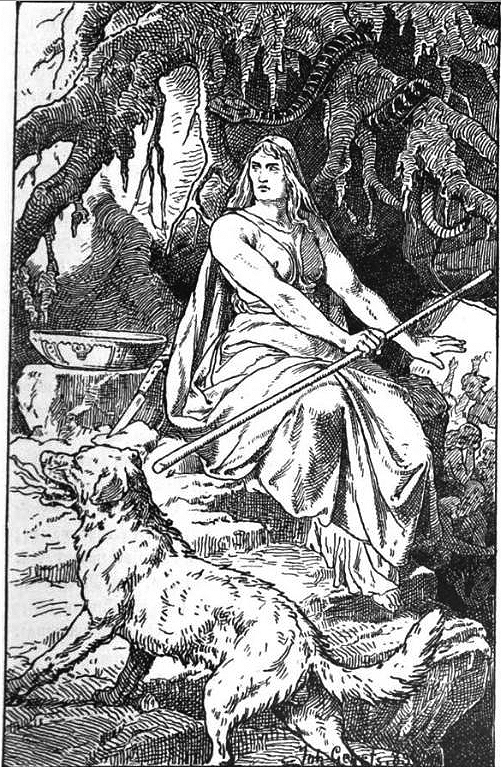
هل همراه با سگ شکاری خود گارمر، اثر یوهانس گرتس (۱۸۸۹).

هل، هلا یا هولدا، (در زبان نورس باستان به معنی: پنهان) در اسطوره‌شناسی اسکاندیناوی ملکه و فرمانروای هل‌هایم، سرزمین مردگان و یکی از نه جهان واقع در اساطیر اسکاندیناوی است. هل در ادای منظوم، که در سدهٔ ۱۳ میلادی از منابع سنتی قبلی گردآوری شده است، ادای منثور، که در قرن ۱۳ میلادی توسط شاعر و سیاست‌مدار ایسلندی اسنوری استورلوسون نوشته شده است، تأیید شده است. علاوه بر این، از او در اشعار ثبت شده‌ای همچون هایمس‌کرینگلا و سرگذشت‌نامهٔ اگیل که به ترتیب مربوط به سدهٔ ۹ و ۱۰ میلادی هستند، اشاره شده است. قسمتی از اثر لاتین گستا دانوروم، که در قرن دوازدهم توسط مورخ و نویسنده دانمارکی‌ ساکسو گراماتیکوس نوشته شده است، عموماً به هل اشاره می‌کند و او ممکن است در مدال‌های طلایی مختلف دوره مهاجرت ظاهر شود.
بر طبق مجموعه ادای منثور که بیشترین توضیحات را دربارهٔ منشأ و خاستگاه این ایزدبانو ارائه می‌دهد، او کوچک‌ترین فرزند ایزد شرارت لوکی و غولی مؤنث به نام انگربودا بود. لوکی و انگربودا صاحب سه فرزند شدند، اولین فرزند گرگ غول‌پیکر فنریر نام داشت، دومین فرزند یورمونگاند مار جهانی میدگارد، و سپس آخرین آن‌ها تنها هل نام گرفت. در گیلفاگینینگ بخشی از کتاب ادای منثور، هل توسط اودین به عنوان فرمانروای قلمرویی به همین نام، واقع در نیفل‌هایم، منصوب شده است. او معمولاً به عنوان عجوزه‌ای وحشتناک، نیمه زنده و نیمه مرده با حالتی افسرده و غم‌انگیز توصیف می‌شود. صورت و بدنی همانند زنی ترسناک داشت، و همچنین دارای پاهایی پوسیده و لکه‌دار به شکل جسد بود. به دستور اودین، خدایان مأمور شدند هل و برادرانش را از تالار انگربودا بربایند و به آسگارد برگردانند. خدایان او را در جهان زیرزمینی می‌افکنند و مسئولیت توزیع کسانی را که نزدش فرستاده می‌شوند (همانند گناهکاران و افرادی که بر اثر بیماری و کهولت سن جان خود را از دست داده‌اند) را به عهده می‌گیرد. تالاری با دیوارهای بسیار بلند و دروازه‌های بسیار زیاد واقع در هل‌هایم با نام «Eljudnir» داشت، که خانه مردگان به‌شمار می‌رفت و نوکرانی با نام گنگ‌لاتی و خدمتکارانی با نام گنگ‌لوت (هر دو به معنی کند و تنبل) برایش کار می‌کردند. او نقشی کلیدی در افسانه بالدر و تلاش برای رستاخیزی او ایفا می‌کند.

## ریشه‌شناسی
نام هل در نورس باستان با عنوان مکانی که او بر آن حکومت می‌کند یکسان است. نام او ستاک از اسم مؤنث نیاژرمنی *haljō- «مکان پنهان، دنیای مردگان» (در مقایسه با زبان گوتی halja، و hel یا hell در انگلیسی باستان، helle فریسی باستان، hellia ساکسونی باستان، hella آلمانی بالای باستان)، خود مشتق شده از helan* «پوشاندن > مخفی کردن، پنهان کردن» (در مقایسه با OE helan، OF hela، OS helan و OHG helan) است. در نهایت، از ریشهٔ فعلی زبان نیاهندواروپایی *ḱel- «پنهان کردن، پوشاندن، محافظت کردن» (در مقایسه با لاتین cēlō، ایرلندی کهن ceilid، یونانی باستان kalúptō) الهام گرفته شده است. همچنین با اسم مذکر ایرلندی کهن cel «انحلال، انقراض، مرگ» نیز مرتبط است.

## شواهد

### ادای منظوم
ادای منظوم، که در سدهٔ سیزدهم میلادی از منابع سنتی قبلی گردآوری شده است، دارای اشعار مختلفی است که به هل اشاره دارد. در شعر ولوسپا از ادای منظوم، از سرزمین هل به عنوان «تالارهای هل» یاد می‌شود. در بند ۳۱ از شعر گریمنیسمال، نام هل به عنوان یکی از مخلوقاتی که در زیر یکی از سه ریشه درخت جهانی ایگدراسیل زندگی می‌کند فهرست شده است. در شعر فافنیسمال، زیگورد دلاور در مقابل بدن به‌شدت زخمی شدهٔ اژدهای فافنیر می‌ایستد، و بیان می‌کند که فافنیر تکه‌تکه شده است، و «هل دیگر می‌تواند او را ببرد». در شعر اتلامال، عبارات «هل نیمی از ما را در اختیار دارد» و «به هل فرستاده شد» برای اشاره به مرگ استفاده می‌شود، اگرچه می‌تواند اشاره‌ای به مکان (هل‌هایم) باشد و نه به موجودیت او، اگر نه به هر دو. در بیت ۴ از شعر رؤیاهای بالدر، اودین به سمت «تالار بلند هل» می‌تازد.
به هل ممکن است در هامدیسمال نیز اشاره شده باشد. مرگ به عنوان «شادی زن ترولی» (یا «اوگرس») تعبیر و بازنویسی می‌شود و ظاهراً هل به عنوان ترول زن یا اوگر نامیده می‌شود، اگرچه ممکن است در غیر این صورت یک دیس مشخص نشده باشد. از بازدیدکنندگان هل می‌توان به اودین و برون‌هیلد یکی از والکیری‌ها اشاره کرد.

### ادای منثور
در ادای منثور به هل اشاره‌های قابل توجهی شده است. در فصل ۳۴ از کتاب گیلفاگینینگ، نام هل توسط عالی‌جناب به عنوان یکی از سه فرزند لوکی و انگربودا ذکر شده است؛ گرگ غول‌آسا فنریر، مار جهانی یورمونگاند و هل، فرمانروای هل‌هایم. عالی‌جناب ادامه می‌دهد که وقتی ایزدان دریافتند که این سه کودک در سرزمین یوتون‌هایم بزرگ می‌شوند، و زمانی که ایزدان «پیش‌گویی‌هایی را علت‌یابی کردند که از این خواهر و برادرها شرارت و فاجعه بزرگی برای آن‌ها پدید خواهد آمد»، پس خدایان انتظار مشکلات زیادی از این سه فرزند را داشتند، که تا حدودی به دلیل ماهیت مادر فرزندان، اما بدتر از آن به واسطهٔ ماهیت پدرشان لوکی بود.
عالی‌جناب بیان می‌کند که اودین خدایان را فرستاد تا کودکان را جمع‌آوری کنند و نزد او بیاورند. به محض ورود آن‌ها، اودین یورمونگاند را به «آن دریای ژرفی که در اطراف تمامی سرزمین‌ها قرار دارد» انداخت، سپس هل را روانهٔ نیفل‌هایم کرد، و اختیار اداره نُه جهان را به او واگذار کرد، بدین معنا که او باید «برای کسانی که نزد او فرستاده می‌شوند اسکان و جیره فراهم سازد، و آنان کسانی هستند که بر اثر بیماری یا سالمندی جانشان را از دست می‌دهند». عالی‌جناب جزئیاتی که این سرزمین داراست را بیان می‌کند: «عمارت‌های بزرگ» با دیوارهای بسیار بلند و دروازه‌هایی عظیم، تالاری به نام «Éljúðnir»، غذایی به نام «هانگر» (گرسنگی)، چاقویی تحت نام «فمین» (قحطی)، نوکرانی به نام گنگ‌لاتی (در زبان نورس باستان «رهرو تنبل»)، خدمتکارانی به نام گنگ‌لوت (همچنین به معنای «رهرو تنبل») آستانه ورودی «سنگ سکندری»، تختی به نام «تخت بیمار»، و پرده‌ها «بلای درخشان». عالی‌جناب هل را به شکل «نیمه سیاه و نیمه دیگر از بافت گوشت» توصیف می‌کند، و اضافه می‌کند که این باعث می‌شود او به راحتی قابل تشخیص باشد، و علاوه بر این، هل «بسیار افسرده و خشن چهره به نظر می‌رسد».
در فصل ۴۹، عالی‌جناب وقایع مرتبط به مرگ بالدر را شرح می‌دهد. الهه فریگ می‌پرسد چه کسی از میان آسیر حاضر است با سوار شدن به سمت هل‌هایم و یافتن بالدر و باج دادن به شخص هل، «همه عشق و مساعدت» من را به دست آورد. هرمود پیام‌رسان ایزدان داوطلب می‌شود و سوار بر اسب هشت پای اسلیپنیر عازم سفری به سمت هل می‌شود. هرمود به سالن هل می‌رسد، برادرش بالدر را در آنجا می‌یابد و شب می‌ماند. صبح روز بعد، هرمود به هل التماس می‌کند که اجازه دهد بالدر با او به خانه بازگردد و از سوگواری بزرگی که آسیر پس از مرگ بالدر انجام داده‌اند به او می‌گوید. هل بیان می‌دارد ادعای هرمود مبنی بر عشق مردم به بالدر باید مورد آزمایش قرار گیرد و اظهار داشت:
هرآنچه که در دنیا وجود دارد، زنده یا مرده باید برای بالدر عزاداری نمایند. اما اگر یک چیز هم برای او سوگواری نکند، او بالدر را تا ابد در سرزمین مردگان نگاه خواهد داشت.
در فصل‌های بعد، پس از اینکه یوتونی مؤنث به نام «Þökk» از گریه کردن برای مرگ بالدر امتناع ورزید، او در پایان بیت با گفتن «بگذار هل آنچه را که دارد نگه دارد» پاسخ می‌دهد. در فصل ۵۱، عالی‌جناب وقایع رگناروک را شرح می‌دهد و بیان می‌دارد وقتی لوکی به دشت پهناور ویگرید می‌رسد، «همه مردم هل» با او خواهند آمد.
در فصل ۱۲ کتاب اسکالدزکاپارمال از ادای منثور، به هل در یک کنینگ برای بالدر («همنشین هل») اشاره شده است. در فصل ۲۳، «خویشاوند یا پدر هِل» به‌عنوان کنینگی برای لوکی آورده شده است. در فصل ۵۰، به هل در شعر اسکالدیک راگناردراپا (شعر راگنار) اشاره شده است.

### هایمس‌کرینگلا

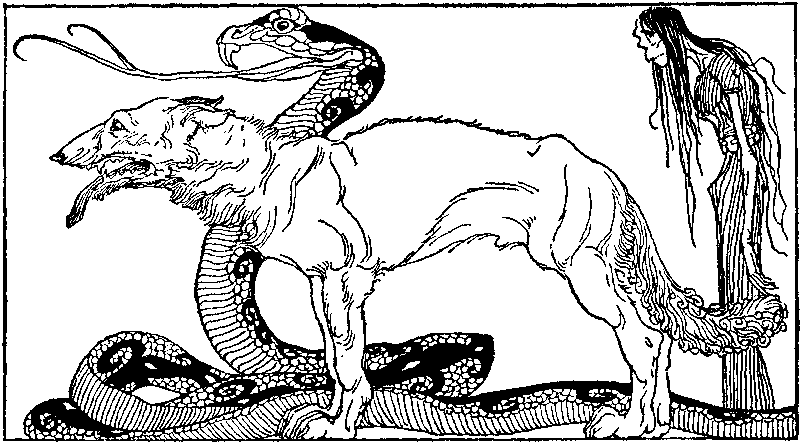
«فرزندان لوکی» (۱۹۲۰) اثر ویلی پوگانی.

در ینگلین‌گا ساگا نخستین بخش از کتاب هایمس‌کرینگلا نوشته شده در سدهٔ ۱۳ میلادی توسط اسنوری استورلوسون، به هل هرچند بدون ذکر نامش اشاره می‌شود. در فصل ۱۷، شاه دیگوی بر اثر بیماری می‌میرد. سپس شعری از ینگلینگاتال در سده ۹ میلادی نقل می‌شود که اساس حماسهٔ یِنگلینگه‌ها را تشکیل می‌دهد و برداشت هل از دیگوی را توصیف می‌کند:
I doubt not

but Dyggvi's corpse

Hel does hold

to whore with him;

for Ulf's sib

a scion of kings

by right should

caress in death:

to love lured

Loki's sister

Yngvi's heir

o'er all Sweden.

## به عنوان نام فرزند
در ژانویه ۲۰۱۷، کمیته نامگذاری ایسلندی حکم داد که والدین نمی‌توانند نام فرزند خود را «هل» بگذارند، به این دلیل که این نام باعث ناراحتی و دردسر قابل توجهی برای کودک در هنگام رشد می‌شود.

## در فرهنگ عامه
هل یکی از خدایان قابل انتخاب در بازی سوم شخص میدان جنگ برخط چندنفره اِسمایت است و یکی از ۱۷ خدای اصلی بود. هل همچنین در سال ۲۰۰۲ در بازی استراتژی هم‌زمان عصر اسطوره‌ها اثر استودیوی انسمبل حضور دارد، جایی که او یکی از ۱۲ خدایی است که بازیکنان نورس می‌توانند برای پرستش انتخاب کنند.

### هلا
هل الهام بخش شخصیت کتاب‌های کمیک مارول کامیکس هلا می‌باشد که توسط استن لی و جک کربی خلق شده است؛ هلا اولین بار در شمارهٔ ۱۰۲ از مجموعه کمیک سفر به رمز و راز (مارس ۱۹۶۴) حضور پیدا کرد. در دنیای سینمایی مارول و فیلم ثور: رگناروک (۲۰۱۷)، شخصیت هلا با هنرنمایی کیت بلانشت، «خشن، شریر، وحشیانه و بی‌رحم» به تصویر کشیده شده است. در اسطوره‌شناسی اسکاندیناوی، شکل املایی هلا شناخته شده نیست.